# بشويش
بشويش هي أغنية للفنان القطري فهد الكبيسي أصدرت عام 2011، نظمها الشيخ خليفة بن حمد آل ثاني ولحنها عبد الله المناعي وقام بإخراج الفيديو كليب الذي رافقها المخرج الكويتي يعقوب المهنا.
و تم تسجيل الأغنية كعمل منفرد باستديوهات الدوحة والمنامة، أتى ذلك بعد نجاح ألبوم (صح النوم) عام 2010.